# جون بارثا
جون بارثا (بالمجرية: John Bartha)‏ هو ممثل مجري، ولد في 1920 ببودابست في المجر.

## أعمال

### أفلام
- (1963) النمر الوردي
- (1966) الطيب والشرس والقبيح

## وصلات خارجية
- جون بارثا على موقع IMDb (الإنجليزية)
- جون بارثا على موقع ألو سيني (الفرنسية)
- جون بارثا على موقع أول موفي (الإنجليزية)
- جون بارثا على موقع قاعدة بيانات الأفلام السويدية (السويدية)
- جون بارثا على موقع قاعدة بيانات الفيلم (الإنجليزية)
- جون بارثا على موقع كينوبويسك (الروسية)